# Metah
Metah (ou Metta, Metta Ngolo, Meta Ngolo) est un village du Cameroun, situé dans la Région du Sud-Ouest. Il est rattaché administrativement à la commune de Mundemba, dans le département du Ndian.

## Population
La localité comptait 319 habitants en 1953, 340 en 1968-1969, 266 en 1972, principalement des Ngolo.
Lors du recensement de 2005 on y a dénombré 39 personnes.